# Convento del Carmen (Pastrana)
El convento de la Concepción Francisca, comúnmente llamado convento del Carmen, es un convento y hospedería situado a las afueras de la localidad española de Pastrana, en la provincia de Guadalajara. Se encuentra al sur de la localidad, junto al valle del río Arlés.

## Historia
Es uno de los primeros ejemplares de la Orden de los Carmelitas que sigue los cánones de austeridad que marcó Teresa de Jesús. 
Santa Teresa llegó a Pastrana el 10 de junio de 1569. Llegó desde Toledo, llamada por la princesa de Éboli, Ana de Mendoza, para fundar un convento de monjas carmelitas descalzas. Santa Teresa se encontró con dos ermitaños, Mariano Azzaro y Juan Narduch, que querían conocerla. Santa Teresa les propuso que fueran los primeros frailes carmelitas descalzos.
El 9 de julio de 1569 fray Ambrosio Mariano y fray Juan de la Miseria tomaron el hábito de los carmelitas descalzos en la capilla del palacio Ducal, convirtiéndose ası́ en los dos primeros frailes de esta nueva congregación fundada por Santa Teresa. En esos primeros años san Juan de la Cruz estuvo durante unos meses como maestro de novicios.
Los frailes se instalaron en una ermita, la de San Pedro, y en unos terrenos cedidos por el príncipe de Éboli, Ruy Gómez.
La fundación original constaba de la ermita, de un palomar y de las cuevas donde se hospedaban los frailes. No fue hasta entre finales del siglo XVI y principios del XVII cuando se construyó el convento y su iglesia.
La iglesia inaugurada el 20 de enero de 1600. A principios del siglo XVII una tormenta acabó con el edificio primitivo y los frailes decidieron levantar uno nuevo en las cercanías. La ermita de San Pedro también fue reedificada en el siglo XVIII.
Estuvo ocupado por los carmelitas descalzos hasta la desmortización de Mendizábal en 1836. 

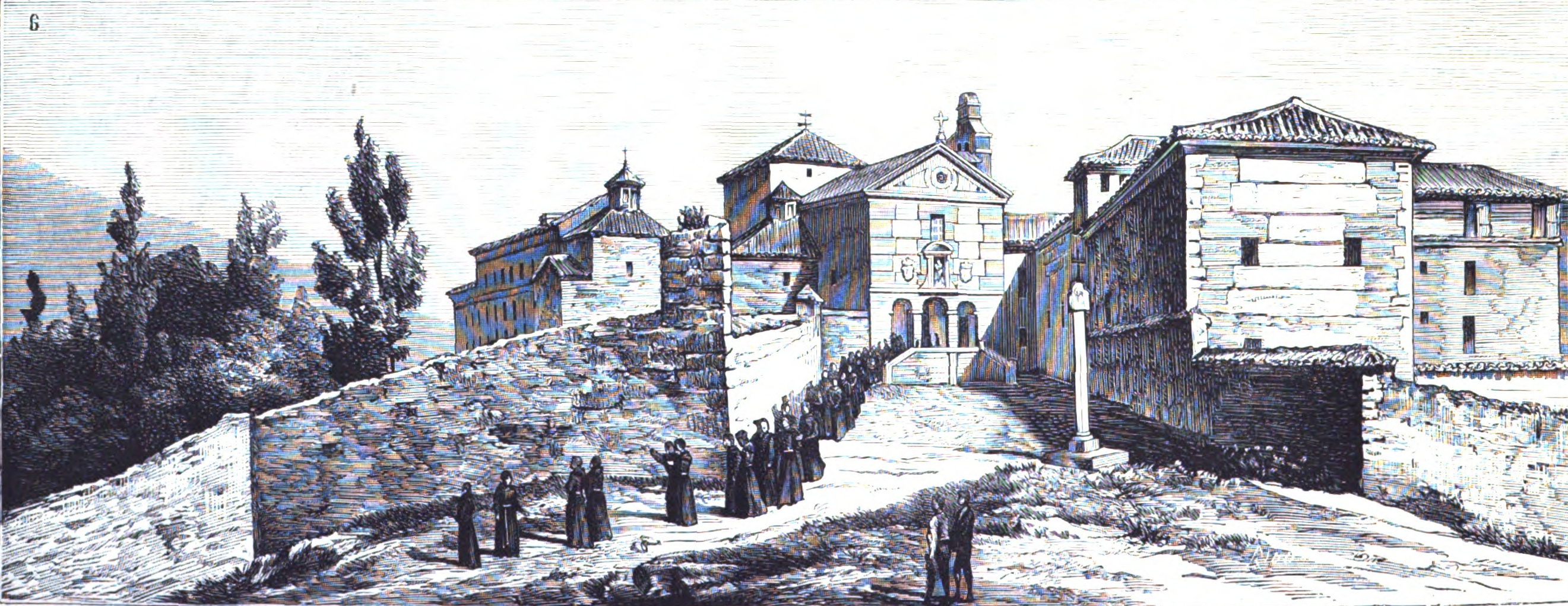
Convento del Carmen en la segunda mitad del

En 1855 fue ocupado por religiosas franciscanas concepcionistas, que lo han utilizado como seminario de misioneros, primero, y, actualmente, como convento propio, hotel y museo teresiano.

## Descripción
La parte más destacable de todo el conjunto conventual es la iglesia. La planta y el alzado de los muros se debieron a las obras carmelitas, lo que justifica la sencillez de las mismas. Consta de una sola nave y planta de salón. A los pies está el sotocoro, sobre el que se sitúan las ventanas y rejas de clausura. Los muros son de mampostería con sillares en las esquinas y en la cornisa superior. 
La nave se cubrió con bóveda de medio cañón algo rebajada con lunetos para la ventanas y dividida en tres tramos por dos arcos fajones que descansan sobre pilastras en la zona del altar y sobre ménsulas colgadas hacia los pies. La bóveda arranca de un entablamiento bien compuesto sobre cuyo friso corre el letrero fundacional. El ábside está cubierto por una venera de charnela alta. Los tramos de la nave ofrecen decoración a base de fajas de yeso que encadenan con poco relieve óvalos y recuadros. En el centro de cada uno, una calota o clave pinjante de madera pintada.
Las obras de la iglesia se finalizaron estando ocupado ya el convento por las concepcionistas, limitándose a dar mayor riqueza al interior, sin modificar el exterior. 